# Lampornis
A Lampornis  a madarak osztályának sarlósfecske-alakúak (Apodiformes) rendjébe és a kolibrifélék (Trochilidae) családjába tartozó nem.

## Rendszerezésük
A nemet William John Swainson angol ornitológus írta le 1827-ben, az alábbi fajok tartoznak ide:
- fehérhasú hegyikolibri (Lampornis hemileucus)
- kéktorkú hegyikolibri (Lampornis clemenciae)
- ametiszttorkú hegyikolibri (Lampornis amethystinus)
- zöldtorkú hegyikolibri (Lampornis viridipallens)
- zöldmellű hegyikolibri (Lampornis sybillae)
- Talamanca-hegyikolibri (Lampornis cinereicauda[1] vagy Lampornis castaneoventris cinereicauda)[2]
- lilatorkú hegyikolibri (Lampornis calolaemus)
- változékony hegyikolibri (Lampornis castaneoventris)

## Előfordulásuk
Az Amerikai Egyesült Államok déli részén, Mexikóban és Közép-Amerika területén honosak. A természetes élőhelyük szubtrópusi és trópusi esőerdők és cserjések.

## Megjelenésük
Testhosszuk 10–13 centiméter közötti.